# Мударісово
Мударі́сово (рос. Мударисово, башк. Мөҙәрис) — присілок у складі Уфимського району Башкортостану, Росія. Входить до складу Михайловської сільської ради.
Населення — 198 осіб (2010; 97 в 2002).
Національний склад:
- татари — 81 %